# Odobești (Bacău)
Odobeşti è un comune della Romania di 2 431 abitanti, ubicato nel distretto di Bacău, nella regione storica della Moldavia.
Il comune è formato dall'unione di 4 villaggi: Bălușa, Ciuturești, Odobești, Tisa-Silvestri.
Il comune di Odobeşti è nato a seguito della Legge N. 67 del 23 marzo 2005 dallo scorporo del comune di Secuieni.